# The Star-Ledger
The Star-Ledger war eine in Newark in New Jersey erschienene Tageszeitung. Es war die auflagenstärkste Zeitung im Bundesstaat New Jersey. Am
Sonntag, dem 2. Februar 2025 erschien die letzte gedruckte Ausgabe des Star-Ledger.

## Geschichte
Samuel Irving „S.I.“ Newhouse Sr. erwarb 1939 den
Namen und die Abonnements des Newark Star-Eagle und vereinigte diese mit seiner eigenen Zeitung, dem Newark Ledger, zum The Newark Star-Ledger. Später wurde der Name zu The Star-Ledger verkürzt. 1979 übernahm Donald Newhouse die Leitung von seinem verstorbenen Vater. In den späten 1980ern und frühen 1990ern hatte die Zeitung mit einer Auflage von 450.000 in der Woche und bis zu 750.000 für die Sonntagsausgabe ihren Höhepunkt. In jedem County wurde ein Büro unterhalten, das Büro in Trenton, der Hauptstadt New Jerseys, war mit Abstand das größte aller Zeitungen.
Die Sonntagsausgabe der Zeitung hatte 2005 noch eine Auflage von fast 600.000. Diese Zahl sank bis 2023 jedoch im allgemeinen Zeitungssterbens gedruckter Zeitungen auf nur noch etwa 86.000.  Die Zeitung trennte sich 2008 von etwa 40 Prozent der Mitarbeiter, einschließlich um die 150 Reportern. Countybüros wurden eingestellt, das Büro in Trenton drastisch verkleinert. 2014 wurde das Redaktionsgebäude am Star-Ledger Plaza in Newark veräußert. Die Eigentümerin NJ Advance Media beschloss, nachdem die Auflage nach Eigenangaben 2024 um weitere 21 Prozent gesunken war, das Erscheinen einzustellen und sich auf die Onlineseite NJ.com zu konzentrieren.

## Auszeichnungen
- 2001 wurde der Fotograf des Star-Ledger Matt Rainey für seine Fotoreihe nach einem Brand an der Seton Hall University mit dem Pulitzer-Preis für Feature  Photography ausgezeichnet.[3]
- Die Mitarbeiter des Star-Ledger wurden 2005 mit dem Pulitzer-Preis für die Berichterstattung um den Rücktritt von Gouverneur James McGreevey ausgezeichnet.[4]
- Amy Ellis Nutt vom Star-Ledger wurde 2011 mit dem Pulitzer für Feature-Writing für ihre Berichterstattung über das Sinken eines Fischerbootes geehrt.[5]